# كاستيلي
كاستيلي (بالإيطالية: Castelli)‏ هي بلدية في مقاطعة تيرامو في أبروتسو في إيطاليا وتقع في حديقة غران ساسو ومونتي ديلا لاغا الوطنية.

## السكان
في سنة 1861 بلغ عدد السكان 3٬022 نسمة، وتطور العدد ليصل في سنة 2011 لـ 1٬224 نسمة.
يظهر هذا المخطط البياني تطور النمو السكاني لـ كاستيلي